# 王雱
王 雱（おう ほう、1044年 - 1076年）は、北宋の政治家・文学家・詩人。字は元澤（げんたく）。撫州臨川県の人。神宗時代の宰相王安石の長男である。

## 生涯
才能があり子供時代天才として称賛された。5歳のとき、父の王安石の友人は麞（キバノロ）と鹿を送る。「鹿とは？」、これらの2種類の動物を見たことがないが、賢明に答えた「麞辺者是鹿、鹿辺者是麞」。
治平4年（1067年）には学者となる。熙寧4年（1071年）、呂恵卿と共に『三経新義』を編集。その後彼は父の助手に。父の新法の実施に積極的に協力し、熙寧9年（1076年）に33歳の時に病死した。

## 野史記載
野史記載で多くを記録した。 